# El castell somiat
El castell somiat (títol original: I Capture the Castle) és una pel·lícula britànica difosa per a la primera vegada l'11 de gener de 2003 al Festival internacional de cinema de Palm Springs. La història és treta del best-seller I Capture the Castle de Dodie Smith. Ha estat doblada al català

## Argument
Suffolk als anys 1930. Cassandra, 17 anys, viu en un castell desmanegat al si d'una família excèntrica plena de deutes. El seu pare, escriptor, ha de reproduir l'èxit d'un novel·la escrita dotze anys abans, tot i que no ha escrit ni una línia des d'aleshores. Totalment despreocupats, Cassandra, la seva encantadora germana Rose, el seu germà Thomas i la seva sogra pintora, viuen aïllats del món exterior.
El seu univers bàscula quan dos joves americans hereten el castell. No només han de trobar el mitjà de reemborsar els seus deutes, sinó que la bombolla d'innocència en la qual la família ha viscut des de fa molt de temps esclata i les germanes es desperten a l'amor, al desig i a la gelosia.

## Repartiment
- Romola Garai: Cassandra Mortmain
- Bill Nighy: James Mortmain
- Rose Byrne: Rose Mortmain
- Tara Fitzgerald: Topaz Mortmain
- Henry Cavill: Stephen Colley
- Henry Thomas: Simon Cotton
- Marc Blucas: Neil Cotton
- Sinéad Cusack: Sra. Cotton

## Premis i nominacions
- 2003: Associació de Crítics de Los Angeles: millor actor secundari (Bill Nighy)
- 2003: British Independent Film Awards (BIFA): Nominada a millor actriu revelació (Romola Garai)